# Боскин, Михаил Васильевич
Михаил Васильевич Боскин (1875, Кареловщина, Санкт-Петербургская губерния — 1930, Сергиев Посад, Московская область) — русский художник, близкий к передвижникам.

## Биография
Будущий художник родился в 1875 году в деревне Кареловщина Гдовского уезда в многодетной крестьянской семье. В настоящее время родная деревня художника относится к Гдовскому району Псковской области, а её постоянное население состоит из одного человека.
Тринадцатилетним подростком Михаил Боскин приехал на заработки в столицу, Санкт-Петербург, где устроился на табачную фабрику. Однако уже вскоре его жизнь совершила крутой вираж: в том же самом или следующем году подросток был принят в рисовальную школу «Общества поощрения художеств», успешно окончил её, а затем продолжил своё образование в Академии художеств. Одним из учителей Боскина был Шишкин, по совету которого юноша ездил на этюды на русский Север, в частности, на остров Валаам.
Около 1903 года художник переезжает в Москву, где активно участвует в художественной жизни, выставляя свои картины на различных выставках. В выставочный сезон 1906/1907 года он стал экспонентом передвижных выставок (начиная с 35-й). Он также участвовал в 43-й и 45-й передвижных выставках.
В 1908 году художник отправился в Париж, посетил также Мюнхен и Дрезден.
Работы Боскина до революции тиражировались на открытках, выпускавшихся в Стокгольме фирмой А. Гранберга.
Вернувшись из путешествия, Михаил Боскин переехал из Москвы в Сергиев Посад (в 1910 году). В 1914 году в Сергиевом Посаде образовалось Общество художников, и Боскин стал его действительным членом.
Именно в Сергиевом Посаде Боскина застали революционные события. В 1918 года художник вошёл в состав Комиссии по охране памятников искусства и старины Троице-Сергиевой Лавры. Когда была создана Ассоциация художников революционной России, Боскин выступил за создание её филиала в Сергиевом Посаде, в который было, фактически, переформатировано прежнее Общество художников. Когда в 1925 году филиал был создан, Боскин стал членом ассоциации. С 1925 по 1929 годы он много работал как театральный художник в Сергиевском драмтеатре.
Живя в Сергиевом Посаде, Боскин регулярно посещал местное собрание интеллигенции — «вторники» у Александра Александрова, где бывали также Михаил Пришвин, отец Павел Флоренский, профессор Павел Каптерев и многие другие.
Советская власть относилась к Боскину неоднозначно. С одной стороны, он был выходцем из бедного крестьянства. С другой стороны, в его живописных работах даже после революции трудно обнаружить какие-либо революционные мотивы. Вместо этого, в 20-е годы Боскин писал картины, изображавшие насельников Троице-Сергиевой лавры и интерьеры собора, которые по документам проводились, как исторические работы для нужд Сергиевского музея.
Боскин скончался в 1930 году в Загорске (такое название большевики дали городу Сергиев Посад). После его смерти в Загорском музее состоялась персональная выставка работ художника. Вторая персональная выставка состоялась там же в 1987 году.
Работы Боскина хранятся в ряде российских музеев (Сергиева Посада, Иркутска, Самары, Севастополя, Ярославля, Химок) и частных коллекциях, регулярно появляются на аукционах.

## Галерея
- Хоровод.
- Праздник (перед трактиром).
- На ярмарке.
- Старик.
- За водой.
- Солдат.
- У газетного киоска.
- Городской пейзаж.
- Перед шлагбаумом.
- Сельское собрание. 1920-е годы.